# Pogonomyrmex araucania
Pogonomyrmex araucania (лат.) — жалящий вид муравьёв трибы Pogonomyrmecini из подсемейства Myrmicinae. Эндемик Южной Америки.

## Распространение
Южная Америка: Аргентина. Pogonomyrmex araucania обитает на высотах от 985 до 1540 м. Этот вид встречается в экорегионе вальдивских лесов умеренного пояса (Valdivian temperate forests).

## Описание
Мелкие муравьи от ржаво-красноватого до коричневато-чёрного цвета (длина менее 1 см). Длина головы рабочих от 1,32 до 1,70 мм (ширина от 1,43 до 1,78 мм), длина скапуса усика от 1,06 до 1,36 мм. Самки и самцы эргатоидные бескрылые. Длина головы самок от 1,59 до 1,68 мм (ширина головы от 1,64 до 1,74 мм). Под головой находится похожий на бороду псаммофор для переноски частичек песчаного грунта.
Усики рабочих и самок 12-члениковые (у самцов усики из 13 сегментов). Проподеальные шипики на заднегрудке развиты. Стебелёк между грудкой и брюшком состоит из двух члеников: петиолюса и постпетиолюса (последний четко отделен от брюшка), жало развито, куколки голые (без кокона).
Рабочие этого вида уникально характеризуются следующим сочетанием признаков: (1) хорошо развитый псаммофор, (2) первый тергит брюшка без бороздок, (3) задний край и обычно задняя треть или более первого тергита брюшка ума гладкие и блестящие, (4) поперечные морщинки на задней поверхности узелка петиоля, (5) голова и мезосома почти одноцветные, от светлого до тёмного, от ржаво-оранжевого до красновато-коричневого, (6) наличник от оранжевого до оранжево-красного цвета, совпадающий с прилегающей спинкой головы, (7) ноги и скапус усиков обычно оранжево-коричневые, иногда от коричневатого до черноватого, (8) верхние проподеальные шипы длинные, длина > 0,6 × расстояние между их основаниями.

### Биология
Рабочие Pogonomyrmex araucania — одиночные фуражиры. Муравейники размещаются на открытых участках, а вход в гнездо варьируется от отверстия в земле до холмика до 15 см в диаметре. Половые особи были собраны с 9 по 27 февраля, а бескрылая матка — 27 февраля, что указывает на то, что брачные полёты для спаривания происходят в течение южного лета. Частичные раскопки гнёзд показывают, что в колониях, вероятно, обитает до 1000 рабочих.

## Систематика и этимология
Pogonomyrmex araucania не относят ни к одному из комплексов видов рода Pogonomyrmex, но сходен с видом Pogonomyrmex spinolae. Вид был впервые описан в 2021 году американским мирмекологом Робертом Джонсоном (School of Life Sciences, Arizona State University, Темпе, Аризона, США). Видовое название araucania происходит от названия родины народа арауканы (индейцев с самоназванием мапуче) в Патагонии (южная часть центрального Чили и прилегающие районы Аргентины).